# Uttenhoffen
Uttenhoffen é uma comuna francesa na região administrativa de Grande Leste, no departamento Baixo Reno. Estende-se por uma área de 1,95 km². Em 2010 a comuna tinha 208 habitantes (densidade: 106,7 hab./km²).